# Sirac
Sirac (gaskognisch: gleicher Name) ist eine französische Gemeinde mit 162 Einwohnern (Stand 1. Januar 2022) im Département Gers in der Region Okzitanien (bis 2015 Midi-Pyrénées); sie gehört zum Arrondissement Condom und zum Gemeindeverband Bastides de Lomagne. Die Bewohner nennen sich Siracois/Siracoises.
Sirac ist umgeben von den Nachbargemeinden Saint-Georges im Norden, Cologne im Nordosten, Saint-Cricq im Osten, Thoux im Südosten, Saint-Germier im Süden, Touget im Südwesten und Westen sowie Saint-Orens im Nordwesten.

## Bevölkerungsentwicklung
| Jahr                                                                     | 1793 | 1806 | 1831 | 1962 | 1968 | 1975 | 1982 | 1990 | 1999 | 2006 | 2011 | 2016 |
| Einwohner                                                                | 411  | 452  | 492  | 205  | 162  | 134  | 106  | 96   | 101  | 100  | 145  | 171  |
| heutiges Gemeindegebiet Quellen: Cassini, Le PinCassini, Sirac und INSEE |      |      |      |      |      |      |      |      |      |      |      |      |